# Werner Braune
Pour les articles homonymes, voir Braune.
Karl Rudolf Werner Braune (né le 11 avril 1909 à Mehrstedt, en principauté de Schwarzbourg-Rudolstadt − pendu le 7 juin 1951 à Landsberg am Lech, en Bavière) est un membre allemand de la police nazie et de l'organisation militaire de la Schutzstaffel, plus connue sous ses initiales allemandes, SS. Il avait le grade d'Obersturmbannführer. 
Durant l'invasion nazie de l'Union Soviétique, commencée le 22 juin 1941, Braune commande le détachement spécial (allemand : Sonderkommando ou Einsatzkommando) 11b, qui faisait partie de l'Einsatzgruppe D. Il succède à ce poste à Bruno Müller. À ce poste, il organise et conduit les meurtres de masse de Juifs en Ukraine méridionale et en Crimée. Il est jugé pour ces crimes par le tribunal militaire de Nuremberg en 1947 et 1948. Il est condamné à mort et pendu le 7 juin 1951.

## Biographie

### Jeunesse
Après des études secondaires au lycée, Walter Braune obtient son Abitur en 1929. Il suit des études de droit aux universités de Bonn, Munich et Iéna, il obtient de cette dernière un diplôme de droit civil en 1933.

### Carrière nazie
C'est le 1er juillet 1931, alors qu'il est encore étudiant, qu'il adhère au parti national-socialiste. Il intègre le service d'ordre du NSDAP, la SA, dès le mois de novembre 1931. Trois ans plus tard, après la nuit des longs couteaux, il rejoint les SS et, en leur sein, le service de renseignement le SD. En 1936, il travaille pour la Gestapo. Il en devient le responsable à Coblence en 1940, avant d'être affecté à Wesermünde puis à Halle en 1941.
À partir d'octobre 1941 et jusqu'en septembre 1942, Walter Braune est le chef du détachement spécial 11b de l'Einsatzgruppe D, sous le commandement d'Otto Ohlendorf. Son unité est responsable du massacre de Simferopol, en Crimée, où 14 300 Juifs furent tués du 11 au 13 décembre 1941.
En septembre 1942, il retourne à Halle. Promu Obersturmbannführer en 1943, il devient le chef de l'Office allemand des échanges universitaires. En 1945, il est muté en Norvège comme chef de la SiPo et du SD.

### Procès

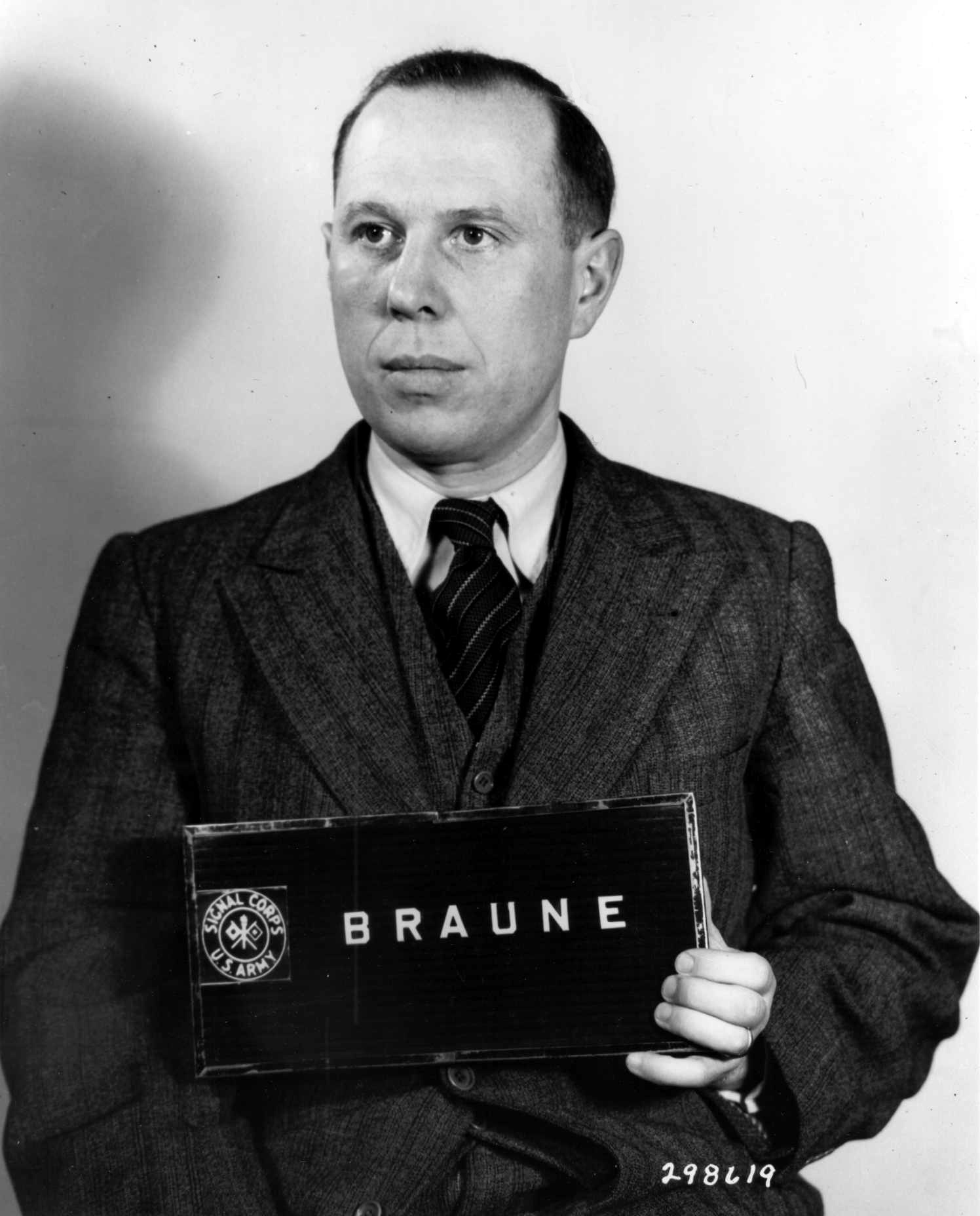
Werner Braune, le 1 mars 1948, photo prise pour le Tribunal militaire de Nuremberg.

Après la guerre, Braune est accusé de crimes de guerre lors du procès des Einsatzgruppen, qui se tient à Nuremberg dans les locaux utilisés auparavant par le procès de Nuremberg. La seule ligne de défense de Braune, rejetée par le tribunal, consistait à soutenir qu'il avait agi directement sur ordre de ses supérieurs notamment ceux provenant d'Hitler. 
Le 10 avril 1948, Braune est condamné à la peine de mort ; il est exécuté par pendaison le 7 juin 1951 à la prison de Landsberg, le même jour que six autres criminels de guerre nazis parmi lesquels Otto Ohlendorf, Erich Naumann, Paul Blobel et Oswald Pohl.